# Spoorlijn Hagen - Dortmund
De spoorlijn Hagen - Dortmund is een Duitse spoorlijn en is als spoorlijn 2801 onder beheer van DB Netze.

## Geschiedenis
Het traject werd door de Bergisch-Märkische Eisenbahn-Gesellschaft in 1848 geopend.

## Treindiensten

### Deutsche Bahn
De Deutsche Bahn verzorgt het personenvervoer op dit traject met ICE, IC, RE en RB treinen. Abellio Rail NRW verzorgt het personenvervoer op dit traject met RE en RB treinen.
| Serie  | Treinsoort                          | Route | Bijzonderheden |
| ------ | ----------------------------------- | --- | --- |
| ICE 31 | InterCityExpress (DB Fernverkehr)   | Hamburg-Altona – Hamburg Dammtor – Hamburg Hbf – Hamburg-Harburg – Bremen Hbf – Osnabrück Hbf – Münster Hbf – Dortmund Hbf – Hagen Hbf – Wuppertal Hbf – Solingen Hbf – Köln Hbf – Bonn Hbf – Koblenz Hbf – Bingen (Rhein) Hbf – Mainz Hbf – Frankfurt (Main) Flughafen Fernbahnhof – Frankfurt (Main) Hbf – Hanau Hbf – Würzburg Hbf – Nürnberg Hbf – Ingolstadt Hbf – München Hbf | Elk uur tussen Hamburg en Frankfurt. Éénmaal per twee uur tussen Frankfurt en Nürnberg. Enkele treinen door tot München.        |
| ICE 50 | InterCityExpress (DB Fernverkehr)   | Dresden Hbf – Dresden-Neustadt – Riesa – Leipzig Hbf – Erfurt Hbf – Gotha – Eisenach – Bad Hersfeld – Fulda – [ Hanau Hbf – Frankfurt (Main) Süd – Frankfurt (Main) Flughafen Fernbahnhof ] / [ Frankfurt (Main) Hbf – [ Frankfurt (Main) Flughafen Fernbahnhof – Mainz Hbf – Wiesbaden Hbf ] / [ Darmstadt Hbf – Mannheim Hbf – Neustadt (Weinstr) Hbf – Kaiserslautern Hbf – Homburg (Saar) Hbf – Saarbrücken Hbf ] ] ] | |
| ICE 91 | InterCityExpress (DB Fernverkehr)   | [ Hamburg-Altona – Hamburg Dammtor – Hamburg Hbf – Hamburg-Harburg – Hannover Hbf – Kassel-Wilhelmshöhe – Fulda ] / [ [ Hamburg Hbf – Hamburg-Harburg – Bremen Hbf – Osnabrück Hbf – Münster (Westf) Hbf – Dortmund Hbf – Hagen Hbf – Wuppertal Hbf – Solingen Hbf ] / [ Dortmund Hbf – Bochum Hbf – Essen Hbf – Duisburg Hbf – Düsseldorf Hbf ] – Köln Hbf – Bonn Hbf – Koblenz Hbf – Mainz Hbf – Frankfurt (Main) Flughafen Fernbahnhof – Frankfurt (Main) Hbf – Hanau Hbf ] – Würzburg Hbf – Nürnberg Hbf – Regensburg Hbf – Plattling – Passau Hbf – Wels Hbf – Linz Hbf – St. Pölten Hbf – Wien Meidling – Wien Hbf – Flughafen Wien-Schwechat | Rijdt elke twee uur tussen Frankfurt en Wenen. Enkele treinen vanaf Hamburg via Dortmund. Één trein vanaf Hamburg via Hannover. |
| IC 31  | Intercity (DB Fernverkehr)          | [ [ Kiel Hbf – Neumünster ] / [ Hamburg-Altona ] – Hamburg Dammtor ] / [ Fehmarn-Burg – Oldenburg (Holst) – Lübeck Hbf ] – Hamburg Hbf – Hamburg-Harburg – Bremen Hbf – Osnabrück Hbf – Münster Hbf – Dortmund Hbf – Hagen Hbf – Wuppertal Hbf – Solingen Hbf – Köln Hbf – Bonn Hbf – Remagen – Andernach – Koblenz Hbf – Boppard Hbf – Bingen (Rhein) Hbf – Mainz Hbf – Frankfurt (Main) Flughafen Fernbahnhof – Frankfurt (Main) Hbf – Hanau Hbf – Würzburg Hbf – Nürnberg Hbf – Regensburg Hbf – Plattling – Passau Hbf | Twee treinen per dag per richting. 's Zomers één trein vanaf Fehmarn.                                                           |
| IC 55  | Intercity (DB Fernverkehr)          | Dresden Hbf – Riesa – Leipzig Hbf – Flughafen Leipzig/Halle – Halle (Saale) Hbf – Magdeburg Hbf – Braunschweig Hbf – Hannover Hbf – Bielefeld Hbf – Hamm (Westf) – Dortmund Hbf – [ Hagen Hbf – Wuppertal Hbf – Solingen Hbf – Köln Hbf ] / [ Bochum Hbf – Essen Hbf – Mülheim (Ruhr) Hbf – Duisburg Hbf – Düsseldorf Hbf – Köln Hbf – Bonn Hbf – Koblenz Hbf – Mainz Hbf – Mannheim Hbf – Heidelberg Hbf – Stuttgart Hbf – Ulm Hbf – Memmingen – Kempten (Allgäu) Hbf – Immenstadt – Oberstdorf ] | 1x per dag Leipzig - Oberstdorf via Duisburg en Düsseldorf.                                                                     |
| RE 4   | Regional-Express (National Express) | Aachen Hbf – Herzogenrath – Rheydt Hbf – Mönchengladbach Hbf – Neuss Hbf – Düsseldorf Hbf – Wuppertal Hbf – Hagen Hbf – Witten Hbf – Dortmund Hbf | Wupper-Express |
| RE 16  | Regional-Express (Abellio Rail NRW) | Essen Hbf – Bochum Hbf – Witten Hbf – Hagen Hbf – Hohenlimburg – Letmathe – [ Iserlohn ] / Werdohl – Kreuztal – Siegen | Ruhr-Sieg-Express |
| RB 40  | Regionalbahn (Abellio Rail NRW)     | Essen Hbf – Essen-Kray Süd – Wattenscheid – Bochum Hbf – Witten Hbf – Wetter (Ruhr) – Hagen-Vorhalle – Hagen Hbf | Ruhr-Lenne-Bahn |
| RB 52  | Regionalbahn (DB Regio NRW)         | Lüdenscheid – Brügge (Westf) – Schalksmühle – Hagen Hbf – Herdecke – Dortmund Tierpark – Dortmund Hbf | Volmetal-Bahn zondagmorgen 1x per twee uur Hagen-Lüdenscheid                                                                    |

Op het traject rijdt de S-Bahn Rhein-Ruhr de volgende routes:
| Serie | Treinsoort            | Route                                                                     | Bijzonderheden |
| ----- | --------------------- | ------------------------------------------------------------------------- | -------------- |
| S 5   | S-Bahn (DB Regio NRW) | Dortmund Hbf – Witten-Annen Nord – Witten Hbf – Wetter (Ruhr) – Hagen Hbf |                |

## Aansluitingen
In de volgende plaatsen is of was er een aansluiting op de volgende spoorlijnen:
Hagen Hauptbahnhof
DB 26, spoorlijn tussen Hagen Hauptbahnhof en Hagen-Eckesey
DB 2400, spoorlijn tussen Düsseldorf en Hagen
DB 2550, spoorlijn tussen Aken en Kassel
DB 2800, spoorlijn tussen Hagen en Haiger
DB 2804, spoorlijn tussen Hagen en Hagen-Heubing
DB 2810, spoorlijn tussen Hagen en Dieringhausen
DB 2816, spoorlijn tussen Hagen en Ennepetal-Altenvoerde
DB 2819, spoorlijn tussen Hagen en Hagen-Oberhagen
Hagen-Vorhalle
DB 2400, spoorlijn tussen Düsseldorf en Hagen
DB 2803, spoorlijn tussen Hagen-Vorhalle en Hagen Güterbahnhof
DB 2822, spoorlijn tussen Hagen-Eckesey en Hagen-Vorhalle
DB 2824, spoorlijn tussen Hagen-Vorhalle W422 en W550
DB 2825, spoorlijn tussen Hagen-Vorhalle W421 en W513
Hagen-Vorhalle
DB 2400, spoorlijn tussen Düsseldorf en Hagen
Witten Hauptbahnhof
DB 2140, spoorlijn tussen Bochum-Langendreer en Witten
DB 2143, spoorlijn tussen Witten en Schwelm
aansluiting Schönau
DB 2121, spoorlijn tussen Dortmunderfeld en aansluiting Schönau
aansluiting Dortmunderfeld Dfd
DB 2103, spoorlijn tussen Dortmund en Soest
Dortmund Hauptbahnhof
DB 2100, spoorlijn tussen Dortmund en Gronau
DB 2103, spoorlijn tussen Dortmund en Soest
DB 2106, spoorlijn tussen Dortmund Hauptbahnhof en aansluiting Körne
DB 2125, spoorlijn tussen aansluiting Stockumer Straße en Dortmund Hauptbahnhof
DB 2158, spoorlijn tussen Bochum en Dortmund
DB 2190, spoorlijn tussen Bochum en Dortmund
DB 2192, spoorlijn tussen Dortmund Hauptbahnhof en Dortmund-Hörde
DB 2210, spoorlijn tussen Herne en Dortmund
DB 2650, spoorlijn tussen Keulen en Hamm

## Elektrische tractie
Het traject werd in 1964 geëlektrificeerd met een wisselspanning van 15.000 volt 16⅔ Hz.